# Paramunida belone
Paramunida belone is een tienpotigensoort uit de familie van de Munididae. De wetenschappelijke naam van de soort is voor het eerst geldig gepubliceerd in 1993 door Macpherson.